# Канава (Коми)
Канава — деревня в Усть-Куломском районе Республики Коми, входит в сельское поселение Югыдъяг.

## География
Расположена в лесной болотистой местности на юге республики, на левом берегу реки Северная Кельтма (приток Вычегды) в 12 км от границы с Пермским краем, в 57 км к югу от посёлка Югыдъяг, в 95 км к юго-востоку от Усть-Кулома и в 235 км к востоку от Сыктывкара.
Имеется подъездная дорога со стороны Югыдъяга и сеть лесовозных дорог в окрестностях.
В деревне находится северный конец Северного Екатерининского канала — заброшенного ныне водного пути, построенного в 1785—1822 годах и связавшего бассейн Вычегды с бассейном Камы. Параллельно ему через деревню также проходят каналы Шер-Кювет (через центр) и Пиля-Кювет (в западной части), соединяющиеся на севере деревни и примыкающие к Северной Кельтме.

## Население
| 2010 |
| ---- |
| 27   |